# Saccarosio-fosfato sintasi
La saccarosio-fosfato sintasi è un enzima appartenente alla classe delle transferasi, che catalizza la seguente reazione:
UDP-glucosio + D-fruttosio 6-fosfato ⇄ UDP + saccarosio 6-fosfato